# Георги и Димитър Мануил
Георги (Георгиос) и Димитър (Димитриос) Мануил (на гръцки: Γεώργιος και Δημήτριος Μανουήλ) са двама братя, зографи, работили в региона на Югозападна Македония и Епир от XVII век.

## Биография
Съдейки по надписа в манастира „Свето Преображение Господне“ в Дреново, Лунджери, Албания (манастира Мигули) от 1666 година („Μνήσθητι Κ(ύρι)ε / των γονέων τον ειστο/ριογράφων την εκλη/σήαν ταύτην / Μανουήλ και Ζογας / χηρ Δημητριου / Γεωργίου: Ιω(άννου)“), братята зографи Георги и Димитър са от Грамоща и се синове на Мануил и Зога. Вероятно са роднини на Йоан Скутарис, може би първи братовчеди. Възможно е и Йоан да е трети брат на Димитър и Георги, различен от Йоан Скутарис. В манастира има и ктиторски надпис, в който отсъства името на Йоан: „διά χειρός Δημητρίου και Γεωργίου“.
В 1657/58 година при митрополит Калиник Янински двамата братя изписват манастира „Свети Илия“ в Зица, Янинско, където оставят надписа „διά χηρός των ταπηνών δούλων Θεού Ιωάνου Δημητρίου Γεωργίου τον εκ πόλεος της καλουμένης Γράμοστα“. В манастира художниците показват голямо въображение и завидна техника. В 1662 година изписват храма „Успение Богородично“ в Лозеци, Янинско, и оставят надписа „διά χειρός Δημητρίου κ(αι) του αδελφού αυτού Γεωργίου“. В 1671 година Георги и Димитър изписват нартекса на манастира „Свети Илия“ в Стегополи, Лунджери, Албания. Надписът гласи „και των αυταδέλφων Δημητρίου και [Γεωργίου]“. На следната 1672 година изписват „Свети Йоан“ в Ковиляни, Янинско. Надписът разположен над западната врата на наоса гласи „διά χειρός τον ταπινόν δούλον Θ(εο)ύ Δημητρίου κ(αι) Γεωργίου“. В купола е изписан Христос Вседържител, в апсидата е Възнесение Христово, а наосът е раделен на три зони със светци в цял ръст и евангелски сцени. В 1673 година изписват манастира „Света Богородица Спилеотиса“ в Аристи, Янинско, с надпис „διά χηρός των ταπινών δούλον Ιωάνου κ(αι) Δημητρίου κ(αι) Γεωργίου“.
- Стенописно изображение на ктитора от „Свети Илия“ в Зица, 1657 – 1658
- Стенописно изображение на Христос Емануил от „Свети Илия“ в Зица, 1657 – 1658
- Стенописно изображение на Архангел Михаил от „Свето Преображение Господне“ в Дреново от 1666 г.
- Стенописно изображение на Свети Комнос и Свети Евзойкос от „Свети Илия“ в Стегополи, 1671